# نشانه هچکاک
نشانهٔ هَچکاک (انگلیسی: Hatchcock's sign) یک نشانهٔ بالینی در بیماری اوریون است که در آن با فشردن زانویی فک به سمت بالا، درد ایجاد می‌شود که دلیلش پاروتیت در اوریون است. این کار هیچ دردی در موارد آدنیت ایجاد نمی‌کند.